# Remus Niculescu
Remus Niculescu (n. 4 octombrie 1927, București, România – d. 6 octombrie 2005, București, România) a fost un istoric de artă român.

## Biografie
Născut la București. De origine britanică (bunica, Blanche-Eugenia Niculescu, n. Walton, reputată profesoară de engleză, decorată de Regina Maria și menționată de aceasta în Memoriile sale) și ardeleană (descendent din ilustra familie a Mureșenilor) pe linie paternă. Pe linie maternă de origine aromână (nepotul marelui moșier și senator liberal I.G. Massu). Tatăl, Alexandru Al. Niculescu, a fost ofițer de carieră în Armata Regală și director de studii la Școala Pregătitoare de Ofițeri din București. Mama, Elena (n. Massu), era înrudită cu familia Caracostea și cu familia boierească Fântâneanu. Studii la Universitatea din București, Facultatea de Litere și Filozofie, 1945-1949: Literatura română modernă: (G. Călinescu), Estetică și istoria literaturii universale (T. Vianu), Istoria artei (G. Oprescu), Istoria literaturii italiene (Alexandru Balaci, Umberto Cianciolo), Literatura spaniolă (Al. Popescu-Telega). Secretar, în anii studenției, al societății „Prietenii istoriei literare” conduse de Petre Haneș (1945-1946) și al „Seminarului de regie experimentală” întemeiat de Camil Petrescu (1946-1947). Doctor în Istoria comparată a mentalităților, cu aplicație la domeniul artei 1993. Teza: Jean Étienne Liotard, pictor de curte al lui Constantin Mavrocordat.184 pp. Între 1951-1959, conservator șef al Cabinetului de Stampe al Bibliotecii Academiei Române, colecție de o valoare unică în sud-estul Europei, la a cărei dezvoltare și organizare a contribuit considerabil prin achiziții ce au îmbogățit, potrivit concepției istorice a Academiei Române, seriile iconografiei naționale, operele gravorilor și desenatorilor români din secolul XIX și prima jumătate a secolului XX (astăzi, imaginea cea mai completă evoluției gravurii și desenului în arta noastră), ale maeștrilor gravurii universale din secolele XV-XX, precum și însemnatele fonduri de fotografii, clișee fotografice, reproduceri documentare din secolele XIX-XX. Pentru toate acestea au fost puse în aplicare, în ceea ce privea conservarea, clasarea și catalogarea, metodele cele mai moderne. Din 1951 membru al Institutului de Istoria Artei (înființat în 1949), atestat cercetător în 1952 odată cu prima sa comunicare în Secția de Literatură și Artă a Academiei (Contribuții la istoria începuturilor picturii românești moderne, iunie 1952), cercetător principal și șef de sector, 1954-1959. Activitatea sa, întreruptă la 17 decembrie 1959, prin arestarea și condamnarea în cunoscutul proces al intelectualilor (Noica-Pillat), a fost reluată, în cadrul Institutului de Istoria Artei, la 1 mai 1964, cu o primă serie de studii, constituind adevărate monografii (v. Eustatie Altini, G. de Bellio, etc.). În cadrul Institutului a inițiat, între altele, Repertoriul operelor de artă străină din muzeele din România, lucrare a cărei importanță a determinat, în 1966, înființarea Sectorului de artă europeană (pe care l-a condus până la desființare, în 1975). Pensionat la cerere în 1988 a revenit, în 1991, în Institutul de Istoria Artei, ca director, ales prin votul membrilor institutului, numit de Prezidiul Academiei Române, la 1 decembrie 1992. Membru al consiliului redacțional al Editurii de Stat pentru Literatură și Artă (1953-1959), al comisiilor de achiziții ale Muzeului National de Artă (1965), ale Muzeului Universității din București 1970, în comitetele de redacție ale revistelor Studii și Cercetări de Istoria Artei și Revue Roumaine d’Histoire de l’Art. Colaborări, la publicații lexicografice și enciclopedice străine, cu articole privitoare la artiști români: Hans Vollmer, Künstler-Lexikon des XX. Jahrhundert, Leipzig (1953-1959); Saur Allgemeines Künstler-Lexikon, Leipzig/München (1992-2005 ); The Dictionary of Art, Londra, 34 vol. (1996-2005); Encyclopedia of Modern East Europe, New York, Garland Publisher 2000; History of Humanity Scientific and Cultural Development, vol. VI: The Nineteenth Century, Unesco Publishing, London and New York, 2008, p. 146-150 (capitolul, Art in Southeastern Europe 1800 1918). Conferințe la Institute de specialitate străine, prezentând rezultate obținute în studiul artei europene din secolul al XVIII-lea: 1974, Institutul de Istoria Artei al Universității din Uppsala; 1978 Kunsthistorisches Institut, Florența; 1981, Bibliotheca Hertziana (Max Plank Institut), Roma; 1982, Institut für Kunstwissenschaft, Zürich și din sec. XIX: 1994, Muzeul Luvru, Paris. Membru al Uniunii Artiștilor Plastici, Secția de critică (1952-1959, apoi din 1966), Asociația internațională a criticilor de artă (1968); Societatea istoricilor artei franceze din Paris (1981); Comitetul național român al istoricilor de artă (de la înființare, 1982); Comisia națională a muzeelor și colecțiilor (1990). Activitatea sa științifică s-a desfășurat, de-a lungul anilor, în cinci direcții principale: originile artei românești moderne, sculptura românească din secolul XIX, relațiile artistice franco-române (secolele XVIII-XX), studiile de artă europeană și, ocupând locul principal, biografia și creația lui N. Grigorescu. Lucrările sale, apărute în țară și în străinătate, au determinat în largă măsură stadiul prezent al cunoștințelor în toate aceste direcții. Expertizele sale privind tablourile și desenele lui Grigorescu în special erau exemplare: „Remus Niculescu era cel care aviza categoric un Grigorescu. Expertiza lui era fundamentală și de necontestat. Tablourile autentificate de el nu își vor schimba niciodată statutul. Și nimeni nu i-a putut lua locul.”  Ca expert în artă și identificator de falsuri Remus Niculescu a rămas legendar: „Un singur nume nu a fost contestat după 1990: regretatul Remus Niculescu, în  expertizarea tablourilor lui Grigorescu”  Era consultat de muzee, colecționari și amatori de artă din România și din străinătate. Avea o pregătire filozofică și estetică foarte solidă. Era adeptul marelui gânditor italian Benedetto Croce. Avea o cultură impresionantă cuprinzând mai toate domeniile umaniste: artă, literatură, istorie, muzică etc. Avea lecturi vaste din literatura română și universală. A fost în relații cu personalități remarcabile ale culturii române: George Călinescu, Tudor Vianu, Lucian Blaga, Tudor Arghezi, Camil Petrescu, Mihail Jora, Jean Al. Steriadi, Iosif Iser, Ion Jalea, K.H. Zambaccian, George Oprescu, C.C. Giurescu, Șerban Cioculescu, Vladimir Streinu, Constantin Noica, Sergiu Al-George, Dinu Pillat, N. Steinhardt, Adrian Marino, Alexandru Duțu, Virgil Cândea, Radu Petrescu etc. A fost apreciat de mari personalități ale istoriografiei și criticii de artă mondiale: John Rewald, René Huyghe, Daniel Wildenstein, Jean Adhémar, François Daulte, Charles Durand-Ruel, Roberto Longhi, Mario Praz, Francis Haskell, Mihail Alpatov etc. A întreținut relații epistolare cu urmașii pictorilor impresioniști: Claude Monet, Camille Pissarro etc.

## Originile artei românești moderne
Prima perioadă a studiilor, a cuprins comunicări prezentate, începând din 1952, în cadrul secției a VI-a a Academiei (Contribuții la istoria începuturilor picturii românești moderne, în Studii și Cercetări de Istoria Artei [SCIA], 1954) , în care a arătat că originile artei moderne în România trebuiesc căutate mult mai departe, în trecutul culturii noastre artistice, decât erau situate până atunci − către 1830 − și că ele au căpătat un caracter pregnant către mijlocul secolului al XVIII-lea, în strânsă legătură cu integrarea treptată a societății românești în spațiul cultural european. Din cercetările sale ulterioare, privind acea perioadă, a rezultat reconstituirea integrală pe temeiuri istorice și stilistice, a operei lui Eustatie Altini (SCIA, 1965) cea dintâi personalitate de seamă a artei noastre moderne, al cărei nume a fost înregistrat în dicționarele internaționale de artă. Rezultate ale unor investigații similare, au relevat proiectele ivite în cercurile romanticilor munteni, ale unor monumente evocând mari figuri ale istoriei naționale, activitatea de sculptor a transilvăneanului Ion Costande (1819-1880) și existența celui dintâi monument de for public atestat în cultura noastră, Statuia Libertății înălțată la București în perioada revoluției de la 1848 (Începuturile sculpturii statuare românești), temă mult dezvoltată ulterior (Sculptura românească în epoca revoluției de la 1848, Ms.70 pp., 1981). La acest capitol se înscriu, între altele, Miniaturistul Mondonville (SCIA, 1954), amplul studiu Gheorghe Asachi și începuturile litografiei în Moldova (SCB, 1955)  precum și monografia consacrată lui Constantin Lecca (1807-1887), încheiată în 1988 (Ms. 300 p.) din care s-a publicat postum în 2015 capitolul Constantin Lecca în Italia. După un jurnal de călătorie inedit (SCIA, 2015).

## Sculptura românească din a doua jumătate a secolului al XIX-lea
Încă din 1955, într-o comunicare la Academie, în Sesiunea generală, a înfățișat anii de formație petrecuți în Franța de cel mai de seamă sculptor român din secolul XIX, Ion Georgescu (1856-1898), punând în lumină înrâurirea exercitată asupra orientării sale de îndrumările lui Alexandru Odobescu (Știri noi despre anii de formație ai lui Ion Georgescu, SCIA 1956), comunicare urmată de studii monografice (Statuia lui Gheorghe Asachi de Ion Georgescu (SCIA,1980) ; O statuie a lui Ion Georgescu în Bulgaria, aceea a mitropolitului Panaret Rașev  (SCIA, 1995)  și de amplul Catalog critic (1977-1980. Ms. 600 p.) în care sunt stabilite împrejurările în care au fost realizate lucrările marelui artist, procesul de creație, variantele și semnificația lor, precum și ecoul lor în cultura vremii. Un alt sculptor a cărui operă a fost reconstituită de Remus Niculescu este Wladislaw Hegel (1838-c.1918), reprezentant tipic al istorismului în arta aceleiași epoci, căruia i se datorează monumente importante în mai multe orașe ale țării: statuia lui Miron Costin din Iași, 1888, a lui C.A. Rosetti din București, 1902, etc. (Art statuaire et vision du passé, sur quelques monuments erigés ou projectés en Roumanie au XIXe siècle (RESEE, 1979); O lecție de anatomie în sculptura românească de la sfârșitul secolului al XIX-lea (SCIA,1989) , și lucrarea de sinteză Monumentele lui Wladislaw Hegel. (1983-1984. Ms. 200 pp.)

## Relațiile artistice franco-române (secolele XVIII-XX)
O primă serie a contribuțiilor lui Remus Niculescu, la acest aspect, citate de Pierre Vaisse în L’Histoire de l’art en Roumanie (Informations d’Histoire de l’Art, XII, 5, 1967), cuprindea studiile privitoare la activitatea lui N. Grigorescu în Franța și la colecționarii George Bellu și Anastase Simu. Însemnătatea excepțională a celui dintâi dintre acești colecționari, cunoscut în mediul occidental sub numele său francizat, Georges de Bellio (1828-1894) a fost unanim recunoscută de specialiștii domeniului în urma publicării studiului Georges de Bellio, l’ami des Impressionnistes, apărut în SCIA,1966, reeditat cu substanțiale adăugiri în 1970, la invitația marelui istoric de artă Roberto Longhi, în două numere ale revistei Paragone din Florența. Lucrarea, este de fapt o prezentare a curentului impresionist din perspectiva unei mari colecții de capodopere, răspândite astăzi în zeci de muzee și colecții din Europa și Statele Unite, citată în principalele opere de referință. A lucrat în continuare la acest subiect, lăsând un manuscris de 450 p. În 2007 a apărut postum versiunea franceză a comunicării, (publicată inițial în SCIA în 1958), Sur les traces de Grigorescu et de Georges de Bellio en France, în catalogul Ầ l'apogée de l'Impressionnisme. La collection Georges de Bellio,  Musée Marmottan Monet, Paris. Studiul din 1966, privind relațiile lui Antoine Bourdelle cu Anastase Simu (Antoine Bourdelle et Anastase Simu, RRHA, 1966) și, îndeosebi, sculpturile maestrului francez colecționate de acesta din urmă în muzeul său, este conceput în același spirit (cu o anexă cuprinzând 48 de scrisori ale lui Bourdelle către Simu). Dintre lucrările mai târzii, ce se înscriu în această categorie, a avut un deosebit ecou: Contemporani cu Daumier. Scriitori români și caricaturiști francezi între 1835 și 1860 (SCIA, 1971); versiune franceză adăugită (SCIA, 1973), o cercetare comparată de istoria artei și literaturii analizând rolul considerabil asumat de imagine în romantism și în răspândirea ideilor liberale prin intermediul desenului satiric.

## Studii de artă europeană
Cu activitatea desfășurată la Iași de celebrul portretist genevez Jean-Étienne Liotard, ca pictor de curte al lui Constantin Mavrocordat, în 1742-1743, istoria relațiilor artistice helveto-române, studiate de Remus Niculescu, urcă până în epoca Luminilor (Sur le séjour de Jean-Éienne Liotard à Jassy; comunicarea prezentată la „Schweizerisches Institut für Kunstwissenschaft”, Zürich, 1982, Jean-Étienne Liotard à Jassy 1742-1743, publicată în Genava, 1982,; Jean-Étienne Liotard, pictor de curte al lui Constantin Mavrocordat, 1993, (Teză de doctorat Ms. 120 pp., 50 pl); Portretul unui Domn din Epoca Luminilor. Constantin Mavrocordat văzut de Jean-Étienne Liotard, SCIA, 1994.
A studiat încă din 1970 în cursul călătoriei în Italia numeroasele opere inedite ale lui Felice Giani (1749-1823), figură proeminentă a preromantismului italian și francez, despre care a scris două studii: Felice Giani et les «Horaces» de David (RRHA, 1997); Felice Giani: Compositions inspirées de lʼEnfer de Dante (RRHA, 2006).

## Biografia și creația lui Nicolae Grigorescu
În 1955, când a început să studieze acest vast subiect (c. 4000 de picturi și desene realizate în decurs de peste 50 de ani), a stabilit împreună cu G. Oprescu, fostul său profesor, redactarea unei monografii în două volume, din care îi revenea prima parte, acoperind anii 1838-1876. Rezultatele primelor cercetări, publicate în colaborare, N. Grigorescu. Anii de ucenicie (1956, 154 p.)  au scos la iveală zeci de opere inedite din pictura religioasă a artistului, între care cea mai veche icoană semnată și datată, Sf. Gheorghe de la biserica din Băicoi, 1853. Au urmat, comunicarea prezentată în sesiunea generală a Academiei Române, iulie 1956: Două încercări necunoscute de pictură istorică ale lui Nicolae Grigorescu; Grigorescu între clasicism și romantism (SCIA,1956); Grigorescu la Fontainebleau, comunicare în sesiunea generală a Academiei Române, iunie 1957 (SCIA, 1957), Grigorescu și primii săi critici (ibid.,1958), și marea expoziție retrospectivă, pe care a organizat-o în cadrul Muzeului Național de Artă, cu prilejul împlinii a 50 de ani de la moartea pictorului (Catalog, 1957). Datorită bursei de cercetări în Franța, acordată de Academia Română, (octombrie 1957) a descoperit o serie de tablouri necunoscute, documentele de arhivă privind studiile artistului la École des Beaux-Arts, la Biblioteca Națională și la Luvru, a identificat motivele unora dintre tablourile pictate la Barbizon, între care clădirea în care a locuit, existentă și astăzi (Grigorescu la Școala de Belle Arte din Paris, în SCIA 1958; Noi cercetări asupra activității lui N. Grigorescu în Franța (ibid., 1958). Primul volum al monografiei N. Grigorescu  se afla sub tipar, la sfârșitul anului 1959, dar numele autorului, Remus Niculescu, victimă a unei greșite condamnări politice, nu a mai fost îngăduit să apară, astfel că a apărut doar sub numele G. Oprescu, autorul celui de al doilea volum al monografiei. Ulterior i s-a recunoscut, inclusiv de către G. Oprescu, paternitatea asupra primului volum al monografiei. După eliberarea sa din detenție, studiile reluate au avut drept scop, în principal, Catalogul critic al operei lui Nicolae Grigorescu împreună cu monografia asupra artistului, în formă corectată și completată. A publicat contribuții la studiul biografiei, întemeiate pe mărturiile lăsate de puținii contemporani admiși în intimitatea sa, chimistul Alfred Bernath și botanistul Dimitrie Grecescu, relevând itinerariile în diverse regiuni ale țării, precum și reperele participării sale la războiul Independenței (Grigorescu în amintirile și corespondența lui Alfred Bernath. Comunicare în Secția a VI-a a Academiei Române iulie 1965 (SCIA, 1965) . Un alt studiu (William Ritter despre Nicolae Grigorescu. Aspecte ale perioadei finale a pictorului (SCIA, 1984)  reflectă personalitatea și opera pictorului în articolele publicate în presa internațională de criticul elvețian William Ritter, care a fost în repetate rânduri oaspetele lui Grigorescu la Câmpina, între 1890 și 1899, având privilegiul rar de a-l vedea lucrând după motiv. În anexă sunt cuprinse scrisorile pictorului păstrate la Biblioteca Națională din Berna, iar în ilustrație, opere inedite aflate în colecții din Statele Unite și Franța. [cu 14 scrisori inedite descoperite la Berna; picturi și desene inedite aflate în Franța și Statele Unite]. A rescris monografia Grigorescu, ajungând până la 1877, lăsând un manuscris de 400 pp.
Institutul de Istoria Artei „G. Oprescu” a dedicat sesiunea de comunicări susținută la Centenarul morții pictorului N. Grigorescu, (în 2007), memoriei istoricului de artă Remus Niculescu. Comunicările au fost publicate în volumul Nicolae Grigorescu și modernitatea, Editura Do-MinoR, București, 2008 (coord. Ioana Vlasiu).

## Opera
- Contribuții la istoria începuturilor picturii românești moderne, SCIA, I, 1-2, 1954, pp. 81–96.
- Nicolae Bălcescu și artele plastice, SCIA, 1-2, 1954, pp. 97–103.
- Începuturile sculpturii statuare românești, SCIA, I, 3-4, 1954, pp. 105–116.
- Miniaturistul Mondonville, SCIA, I, 3-4, 1954, pp. 262–265.
- Sculptura românească în epoca medievală și Sculptura românească în a doua treime a secolului al XIX-lea, în G. Oprescu, Sculptura statuară românească, București, 1954, pp. 9–44.
- Gheorghe Asachi și începuturile litografiei în Moldova, Studii și Cercetări de Bibliologie, I, 1955, pp. 67–112.
- Le Cabinet des Estampes, în La Biblioheque de l'Academie de la Republique Populaire Roumaine [Guide], București, 1955, pp. 41–50.
- N. Grigorescu. Anii de ucenicie, București, 1956, 134 pp. (în colaborare cu G. Oprescu)
- Știri noi despre anii de formație ai lui Ion Georgescu, SCIA, III, 3-4, 1956, pp. 173–183.
- Constantin Stahi gravor, Studii și Cercetări de Bibliologie, II, 1956, pp. 199–212.
- Ugo Foscolo poeta del Risorgimento. Teză de licență, Universitatea București, 1956.
- Grigorescu între clasicism si romantism, SCIA, III, 3-4, 1956, pp. 127–172.
- Două încercări necunoscute de pictură istorică ale lui N. Grigorescu, 1956, (Ms.).
- Grigorescu la Fontainebleau, SCIA, IV, 1-2, 1957, pp. 213–254.
- Expoziția Nicolae Grigorescu. Catalog, București, 1957, 144 pp.+ LXII pl.
- Grigorescu și primii săi critici, SCIA, V, 1, 1958, pp. 139–182.
- Grigorescu la Școala de Belle Arte din Paris, SCIA, V, 1, 1958, pp. 232–236.
- Noi cercetări asupra activității lui N. Grigorescu în Franța, SCIA, V, 2, 1958, pp. 175–184.
- Grigoresco, L'Art dans la République Populaire Roumaine, 15, 1958, pp. 38–56.
- Arhitectura, Originile picturii și sculpturii moderne, în Scurtă istorie a artelor plastice în R.P.R., II, Secolul XIX, București, 1958, pp. 5–25, 49-53, 139-140, 226-231.
- Biografiile gravorilor români, în Künstler-Lexikon des XX-Jahrhundert, I-IV, Seeman, Leipzig, 1953-1969.
- Bucarest dans les arts plastiques, L'Art dans la République Populaire Roumaine, XVIII, 1959, pp. 3–20. (semnat P. Costea)
- Jean Al. Steriadi desenator, Editura Academiei Române, 1961 (în colab. cu G. Oprescu).
- N. Grigorescu, I-II, București, 1961-1962, 274+286 pp.+ 443 il. (în colab. cu G. Oprescu).
- Eustatie Altini, SCIA, s. Artă Plastică, XII, 1, 1965, pp. 3–64.
- N. Grigorescu în amintirile și corespondența lui Alfred Bernath, SCIA, s. Artă Plastică, XII, 2, 1965, pp. 219–262.
- Georges de Bellio, l'ami des Impressionnistes, RRHA, I, 2, 1964 [1966], pp. 209–278.
- Antoine Bourdelle et Anastase Simu, RRHA, III, 1966, pp. 39–87. (cu o anexă cuprinzând 48 de scrisori ale lui Bourdelle către Simu) (reed. în versiune româno-franceză în Catalogul Antoine Bourdelle (1861-1929) passeur de la modernité. Bucarest-Paris, une amitié franco-roumaine/Antoine Bourdelle (1861-1929) vector al modernității. București-Paris, o prietenie franco-română, Musée National ďArt de la Roumanie-Muzeul Național de Artă al României, București, 2006, pp. 61–143)
- Georges de Bellio, l'ami des Impressionnistes, Paragone, Florența, nr. 247, 1970, pp. 25–66 și nr. 249, 1970, pp. 41–85. Extras, Sansoni, Florența, 1970, 89 pp.+41 pl. (versiune substanțial adăugită).
- Arta secolului al XIX-lea, în Andrei Oțetea (coord.), Istoria poporului român, București, 1970, pp. 505–513; ed. a 2-a, București, 1972, pp. 505–513; versiune italiană, Roma, 1974; versiune engleză, New York, 1974, pp. 479–487.
- Antologie și Catalog raisonné al ilustrațiilor, în G. Oprescu, N. Grigorescu. Maturitatea și ultimii ani, București, 1970, pp. 106–114.
- Observații privitoare la pictura românească de la începutul secolului XIX și la cadrul său european, Lupta de clasă, nr. 1, 1971, pp. 81–83 (fragment).
- Contemporani cu Daumier. Scriitori români și caricaturiști francezi între 1835 și 1860, SCIA, s. Artă Plastică, XVIII, 2, 1971, pp. 259–306.
- Un mare donator al Cabinetului de Stampe, în Omagiu lui G. Oprescu. Expoziție, Biblioteca Academiei Române, București, 1971 (cat. de E. Niculescu).
- G. Oprescu istoric al artei franceze, 1971 (publ. în versiune franceză, RRHA, 2006, pp. 46–48).
- Arta universală, în Mic dicționar enciclopedic, București, 1972; ed. 2-a, 1979; ed. 3-a, 1986. Vezi și Dicționar enciclopedic, I, 1993, p. X.
- Contemporains de Daumier. Écrivains roumains et caricaturistes français de 1835 à 1860, RRHA,, s. Beaux-Arts, X, 1, 1973, pp. 41–104 (versiune revăzută și adăugită).
- O statuie a Libertății la București în anul revoluționar 1848, Buletinul Academiei de Științe Sociale și Politice, 1974, pp. 23–25 (retip. Contemporanul, 27 dec. 1974).
- Opera sculptorului Ion Georgescu. Catalog critic, 1977-1980, 600 pp. (Ms.).
- Art statuaire et vision du passé. Sur quelques monuments érigés en Roumanie au XIXe siècle, Revue des Études Sud-Est Européennes, XVI, 4, 1979, pp. 753–757.
- Statuia lui Gheorghe Asachi de Ion Georgescu, SCIA, s. Artă Plastică, XXVII, 1980, pp. 41–94.
- Sculptura românească în epoca revoluției de la 1848, 1981, 70 pp. (ms.).
- Jean-Étienne Liotard à Jassy, 1742-1743, Genava, n.s., XXX, 1982, pp. 127–166. (Geneva, Musée d'Art et d'Histoire).
- Monumentele lui Wladislaw Hegel,1983-1984, 200 pp. (Ms.).
- William Ritter despre Nicolae Grigorescu. Aspecte ale perioadei finale a pictorului, SCIA, s. Artă Plastică, XXXI, 1984, pp. 31–65+ 2 pl. color.
- Formația sculptorului în tradiția academică românească, 1985, 80 pp. (Ms.).
- Constantin Lecca și romantismul românesc. Monografie, 1986-1988, 300 pp.
- O lecție de anatomie în sculptura românească de la sfârșitul secolului XIX, SCIA, s. Artă Plastică, XXXVI, 1989, pp. 57–77.
- Alexandru Asachi; Gheorghe Asachi; Constantin Bălăceanu; Ion Balomir; Emanoil Bardasare; Carol Benisch; Ion D. Berindei, în Saur Allgemeines Künstlerlexikon, IV, VI, VII, IX, München, 1992.
- Jean-Étienne Liotard, pictor de curte al lui Constantin Mavrocordat, Teză de doctorat, 1993, 120 pp.+50 pl. (Ms.).
- Portretul unui Domn din Epoca Luminilor. Constantin Mavrocordat văzut de Jean-Étienne Liotard, SCIA, s. Artă Plastică, XLI, 1994, pp. 43–54, 1 pl.
- Henri Focillon et l'art roumain, RRHA, XXXI, 1994, pp. 3–28.
- O statuie a lui Ion Georgescu în Bulgaria, aceea a mitropolitului Panaret Rașev, SCIA, s. Artă Plastică, 1995, pp. 63–70.
- Andreas Bieltz; Josephine Bieltz; Michael Bieltz; Michael Bisenius; Louis-Pierre Blanc, în Saur Allgemeines Künstlerlexikon, XI, München, 1995.
- Epaminonda Bucevschi, Theodor Buiucliu, în Saur Allgemeines Künstlerlexikon, XIV, XV, München, 1996-1997.
- Romania. Painting, Graphic Arts and Sculpture, c. 1780-1890; Romania. Patronage and Collecting, c. 1770-1940; Eustatie Altini; Samuel Brukenthal; Carol I, King of Romania; Ion Georgescu; Nicolae Grigorescu; Constantin David Rosenthal; Karl Storck; Carol Pop de Szathmari; Gheorghe Tattarescu; Ștefan Valbudea, în The Dictionary of Art, I, V, XII, XIII, XVI, XXVII, XXIX, XXX, XXXI, Londra, 1996.
- Felice Giani et les «Horaces» de David, RRHA, 1997, pp. 3–32.
- Teodor Chirangheleu; Anton Chladek; Alexandru Clavel; Dimitrie Condoleu; Athanasie Constantinescu; Iacovache Constantinescu; Constantinos; Constantin Cristescu; Mihail Dan; Karl Danielis; Henrieta Delavrancea-Gibory; Irène Deschly; Dionsie Eclesiarhul; Alexandru Djuvara, în Saur Allgemeines Künstlerlexikon, XVIII, XIX, XX, XXII, XXIV, XXV, XXVI, XXVII, XXVIII, München, 1998.
- Nicolae Grigorescu, în Encyclopaedia of Modern East Europe, Garland Publisher, New York, 2000.
- Franz Duschek; Nicolae Elliescu; Friedrich Elsner; Celine Emilian; Ștefan Emilian;  Viktor Fedorov (în colab. cu L. Daniševska); A. Feldianu;  Flor (Popa Florea); Paul Focșeneanu; Gustav Freywald; Johann Freywald; Grigorie Frujinescu, în Saur Allgemeines Künstlerlexikon, XXXI, XXXIII, XXXVII, XXXVIII, München, 2002.
- The Arts in South Eastern Europe, în History of Humanity: The Nineteenth Century, Routledge History of Humanity, vol. 6, 2005, pp. 346–350.
- Nicolae Grigorescu. Viața și opera pictorului, 2005, 400 pp. (Ms.)
- Georges de Bellio, l'ami des Impressionnistes, 2005, 450 pp. (Ms.).
- G. Opresco, historien de l'art français, RRHA, 2006, pp. 47–49. (număr omagial „Remus Niculescu”)
- Souvenance de Lucian Blaga, RRHA, 2006, pp. 50–53.
- Zambaccian et son musée, RRHA, 2006, pp. 54–56.
- Souvenirs de Dinu Pillat, RRHA, 2006, pp. 57–58.
- Felice Giani: Compositions inspirées de lʼEnfer de Dante, RRHA, 2006, pp. 61–93.
- Copistes roumains au Louvre de 1851 à 1864, RRHA, 2006, pp. 95–142.
- Sur les traces de Grigorescu et de Georges de Bellio en France, în Ầ l'apogée de l'Impressionnisme. La collection Georges de Bellio,  Musée Marmottan Monet, Paris, 2007, pp. 46–56. (cat. ilustrat cu fotografii document din colecția Remus Niculescu) (cat. de Marianne Delafond).
- Constantin Lecca în Italia. După un jurnal de călătorie inedit, SCIA, V, nr. 49, 2015, pp. 85–122.